# Ховзівка
Ховзі́вка — село у Конотопському районі Сумської області. З 2018 року входить до складу Путивльської міської територіальної громади. Розташоване на правому березі р. Клевень, за 17 км від Путивля. Населення — приблизно 100 осіб.

## Географія
Село Ховзівка знаходиться на правому березі річки Клевень, вище за течією на відстані 1,5 км розташоване село В'ятка, нижче за течією на відстані 2 км розташоване село Роща, на протилежному березі — ліквідоване село Нове Життя.

## Історія
Біля с. Ховзівка віявлено поселення та городище скіфських часів, а також поселення й городище сіверян.
За твердженням українського історика О. М. Лазаревського, Ховзівка виникла близько 1660 року. Першими її жителями стали селяни, поселені монахами Глухівського Петропавлівського монастиря для обробітку своїх земель.
12 червня 2020 року, відповідно до розпорядження Кабінету Міністрів України № 723-р «Про визначення адміністративних центрів та затвердження територій територіальних громад Сумської області», село увійшло до складу Путивльської міської громади.
19 липня 2020 року, в результаті адміністративно-територіальної реформи та ліквідації Путивльського району, увійшло до складу новоутвореного Конотопського району.

## Населення
Згідно з переписом УРСР 1989 року чисельність наявного населення села становила 165 осіб, з яких 64 чоловіки та 101 жінка.
За переписом населення України 2001 року в селі мешкало 113 осіб.

### Мова
Розподіл населення за рідною мовою за даними перепису 2001 року:
| Мова       | Чисельність | Відсоток |
| ---------- | ----------- | -------- |
| українська | 99          | 86,84%   |
| російська  | 14          | 13,16%   |
| Усього     | 113         | 100%     |